# Степурі
Степурі́ —  село в Україні, у Новооржицькій селищній громаді Лубенськомо району Полтавської області. Населення становить 33 осіб. Колишній орган місцевого самоврядування — Остапівська сільська рада.

## Географія
Село Степурі знаходиться на правому березі річки В'язівець, вище за течією на відстані 2 км розташоване село Остапівка, на протилежному березі - село Богодарівка. Поруч проходять автомобільна дорога М03 та залізниця, станція Вили за 2 км.

## Історія
12 червня 2020 року, відповідно до розпорядження Кабінету Міністрів України № 721-р «Про визначення адміністративних центрів та затвердження територій територіальних громад Полтавської області», село увійшло до складу Новооржицької селищної громади.
19 липня 2020 року, в результаті адміністративно - територіальної реформи та ліквідації Оржицького району, село увійшло до складу новоутвореного Лубенського району.

## Населення
Згідно з переписом УРСР 1989 року чисельність наявного населення села становила 59 осіб, з яких 20 чоловіків та 39 жінок.
За переписом населення України 2001 року в селі мешкали 33 особи. 100 % населення вказало своєю рідною мовою українську мову.